# Garcin Malsa
Pour les articles homonymes, voir Malsa.
 (août 2018).
Si vous disposez d'ouvrages ou d'articles de référence ou si vous connaissez des sites web de qualité traitant du thème abordé ici, merci de compléter l'article en donnant les références utiles à sa vérifiabilité et en les liant à la section « Notes et références ».
Garcin Malsa, né le 1er juillet 1942 à Sainte-Anne (Martinique)) est une personnalité politique écologiste de la Martinique qui « fut indépendantiste ». Il a été maire de Sainte-Anne pendant 25 ans de 1989 à 2014 et conseiller général de 1988 à 2015.
Il est aussi l'un des pionniers du Développement durable en Martinique et un ardent défenseur du (MIR) Mouvement International de la Réparation de l'esclavage dont il est le président.
Garcin Malsa est titulaire d'une Maîtrise de Biochimie et est professeur de Biologie à la retraite,.

## Biographie
Garcin Malsa a un parcours de militant écologiste indépendantiste. Il participe dans les années 70, à la création d'un groupe politique indépendantiste "Zanma". Il fut ensuite avec Alfred Marie-Jeanne et bien d'autres, l'un des fondateurs du mouvement "La Parole au Peuple" devenu aujourd'hui le Mouvement Indépendantiste Martiniquais (M.I.M). On le retrouve ensuite sur le front agricole avec la constitution d'un collectif d'occupation des terres. L'ASSAUPAMAR (Association Pour la Sauvegarde du Patrimoine Martiniquais) dont il fut le cofondateur avec Pierre Davidas, le propulse sur le devant de la scène politique.
En 1988, il gagne sa première bataille politique en remportant le siège de Conseiller Général dans le canton de Sainte-Anne. En 1989, il devient Maire de Sainte-Anne en battant le Maire sortant le divers droite André Champvert. En 1990, aux élections Régionales, il conduit la liste indépendantiste "L'Union Pour une Alternative Populaire" et gagne 2 sièges au Conseil Régional. Garcin Malsa sera Conseiller Régional de 1990 à 1992. La même année, il publie un manifeste politique intitulé " La mutation Martinique ".
Le 11 septembre 1992, entouré de deux écrivains et intellectuels martiniquais, Patrick Chamoiseau et Raphaël Confiant, il crée le MODEMAS Mouvement des démocrates et écologistes pour une Martinique souveraine, un parti indépendantiste. 

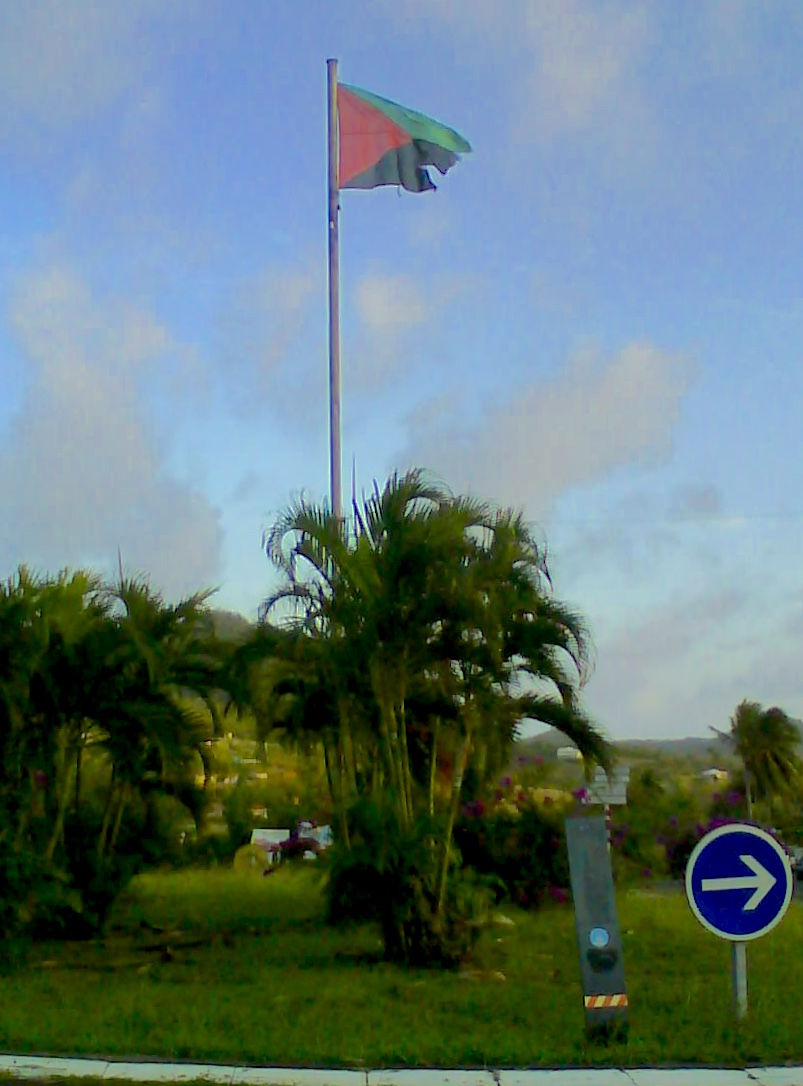
Drapeau nationaliste de la Martinique, entrée de la commune de Sainte-Anne (Martinique)

Par décision du 17 octobre 1995, et dans le droit fil de ses idées politiques, le conseil municipal de Sainte-Anne prend la décision d'apposer le drapeau nationaliste rouge, vert et noir au fronton de la mairie, une décision vivement critiquée par l'opposition. 
Pour Garcin Malsa, l'association de ces trois couleurs, n'est pas nouvelle, elle existe en Martinique comme symbole de résistance à l'oppression coloniale. En effet, elles ont été brandies lors de l'insurrection du Sud de 1870 par les insurgés. Il faut attendre 1963 pour une association officielle de ces trois couleurs par l'un des militants de l'OJAM (Organisation de la Jeunesse Anticolonialiste Martiniquaise), Victor Lessort. Mais le drapeau nationaliste Rouge Vert Noir dans sa présentation actuelle a été conçu et réalisé en 1968 par l'écrivain indépendantiste Guy Cabort-Masson et Alex Ferdinand et adopté par le Mouvement National pour la Libération de la Martinique, premier parti indépendantiste de l'île. 
De 1996 à 1998, Garcin Malsa est président de l'Association des communes des D.O.M. En 1998, lors des élections Régionales le MODEMAS fait alliance avec le Parti communiste martiniquais en présentant une liste commune intitulée « Sanblé Pou Matinik » conduite par Émile Capgras, le Président du Conseil Régional sortant, mais elle ne parviendra pas à dépasser la barre des 5 % et le MODEMAS n'aura aucun élu au Conseil Régional. 
Aux élections municipales de mars 2001, il est réélu Maire de Sainte-Anne face au candidat de droite Jacques Guannel. Aux élections cantonales, il a été réélu conseiller général de Sainte-Anne le 11 mars 2001. Il est aussi le 11e Vice-Président de la Commission Permanente du Conseil Général. Le 22 février 2002, le Conseil d'État annule l'élection municipale à Sainte-Anne. De nouvelles élections municipales sont organisées en avril 2002 et Garcin Malsa est réélu le 7 avril, Maire de Sainte-Anne avec 1498 voix contre 1323 voix à son adversaire Jacques Guannel.
En février 2003, Garcin Malsa lance officiellement le Plan de développement durable et solidaire et l'Agenda 21 de la ville de Sainte-Anne. C'est la première commune de Martinique à se doter d'un tel plan.
Le 16 octobre 2003, la ville de Sainte-Anne reçoit une distinction "Les rubans du développement durable" des mains de la ministre Roselyne Bachelot, pour son Plan de développement durable et solidaire et son Agenda 21 local.
Le 18 décembre 2007, lors de la réunion commune du conseil régional et du conseil général, Garcin Malsa est le rapporteur du projet Agenda 21 élaboré par le Conseil Général de la Martinique.
Garcin Malsa a été réélu maire et conseiller général de Sainte-Anne lors des élections municipales et cantonales des 9 et 16 mars 2008. Aux municipales, il obtient 1662 voix face à son adversaire de droite, Jacques Guannel, soit 53,93 % des suffrages exprimés.
Garcin Malsa est depuis le 20 mars 2008, le 2e vice-président du Conseil général de la Martinique.
Le dimanche 5 avril 2009, Garcin Malsa, organise sur le territoire de sa commune un référendum d'initiative locale concernant le plan de développement durable et solidaire de sa ville. La question posée était « Le projet de territoire de Sainte-Anne s'inscrivant dans le développement durable et solidaire est-il vital pour vous ? », à cette question les saintannais ont répondu "Oui" à 94,95 %. Mais seulement 42,84 % des électeurs inscrits ont participé à ce vote.
Le 19 décembre 2010, Garcin Malsa, le MIR, le MODEMAS et d'autres militants nationalistes présentent officiellement la nouvelle carte nationale d'identité martiniquaise (en créole : Kat Lidantité Nasyonal Matinitjé). Bien que symbolique, cette carte d'identité martiniquaise est pour Garcin Malsa une contribution à la construction de la nation martiniquaise, mais aussi un moyen pour affirmer son identité martiniquaise.
Garcin Malsa est en Martinique un ardent défenseur du Mouvement international de la réparation de l'esclavage (MIR). Chaque année, au mois de mai, il organise le Konvoi pou la Réparasyon (convoi pour la réparation), pour réclamer la réparation par les européens des crimes commis pendant la période de l'esclavage. Cette marche aux flambeaux qui dure plusieurs jours part de Sainte-Anne et se termine au Prêcheur le 22 mai, date de la commémoration de l'abolition de l'esclavage en Martinique.
Le 31 mars 2011, Garcin Malsa est membre de la commission permanente du Conseil général de la Martinique en tant qu'assesseur.
Aux élections municipales des 23 et 30 mars 2014, Garcin Malsa a été battu au deuxième tour par son opposant Jean-Michel Gémieux (sans étiquette). Il a obtenu seulement 1335 voix soit 348 voix en moins que son adversaire.

## Mandats électifs
- Maire de Sainte-Anne de 1989 à 2014

- Conseiller général du canton de Sainte-Anne de 1988 à 2015  (2e vice-président du Conseil Général du 20/03/08 au 31/03/11).

- Conseiller régional de 1990 à 1992

## Œuvres
- Garcin Malsa publie en 1992 un essai politique intitulé "La mutation Martinique, orientations pour l'épanouissement de la Martinique".

Citation de Garcin Malsa au sujet de son concept de souveraineté martiniquaise : "J'appelle souveraineté, la capacité de maîtriser nous-mêmes les interdépendances qui nous seront nécessaires". extrait de "La mutation Martinique".
- En février 2008, Garcin Malsa publie "L'écologie ou la passion du vivant", quarante ans d'écrits écologiques, aux éditions l'Harmattan, préface de Patrick Chamoiseau.

- En novembre 2009, Garcin Malsa publie "Lyannaj pour le changement", une démarche réaliste vers le développement durable et solidaire, aux éditions Menaibuc.

- Co-auteur de l’ouvrage collectif coordonné par le MIR, « RÉPARATIONS – Une exigence urgente pour l’Humanité », Diasporas noires, collection Racines, ISBN numérique : 9782490931088, ISBN imprimée : 9782490931095